# Acis valentina
Acis valentina är en amaryllisväxtart som först beskrevs av Carlos Pau, och fick sitt nu gällande namn av Lledó, A.P.Davis och Manuel Benito Crespo. Acis valentina ingår i släktet Acis och familjen amaryllisväxter. Inga underarter finns listade i Catalogue of Life.

## Bildgalleri

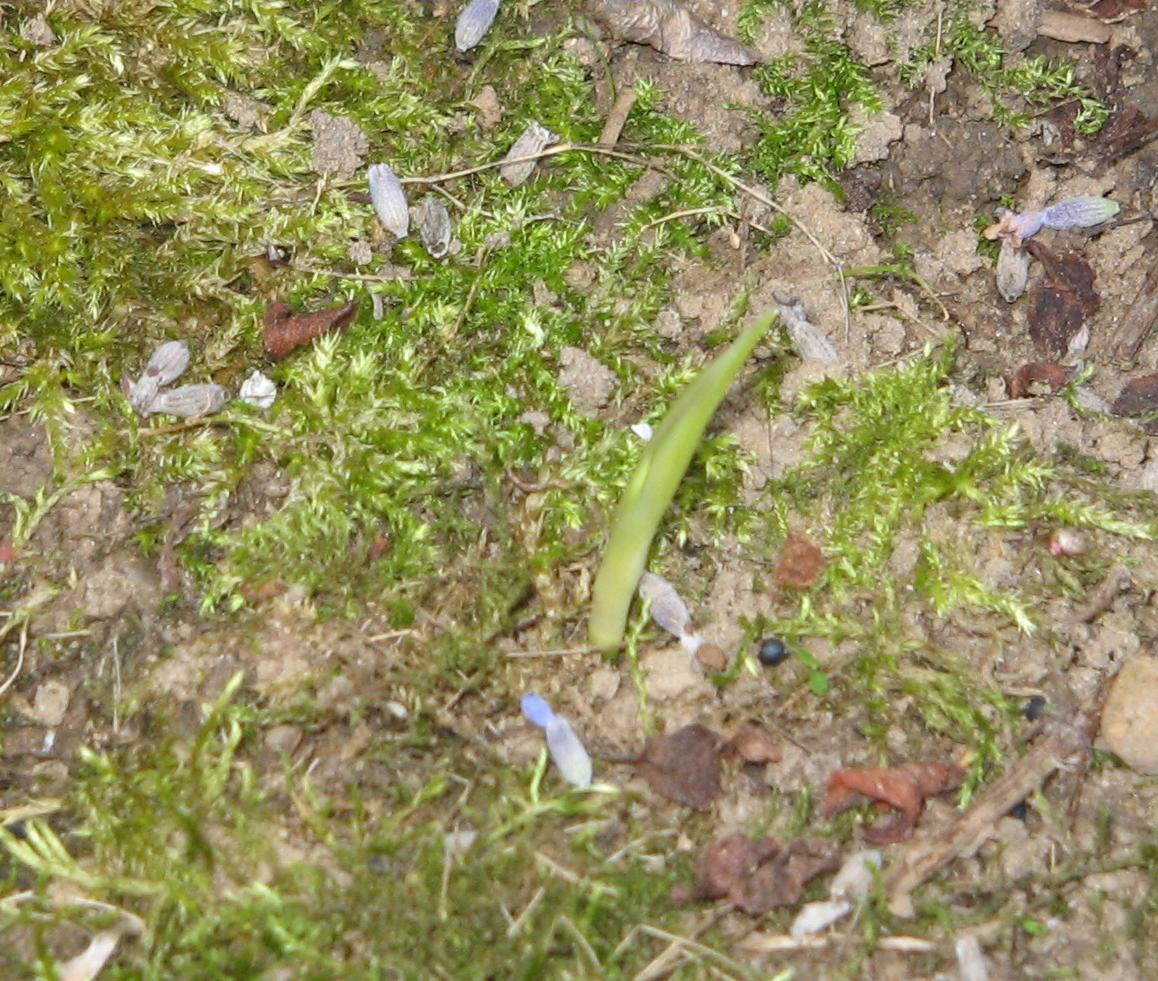
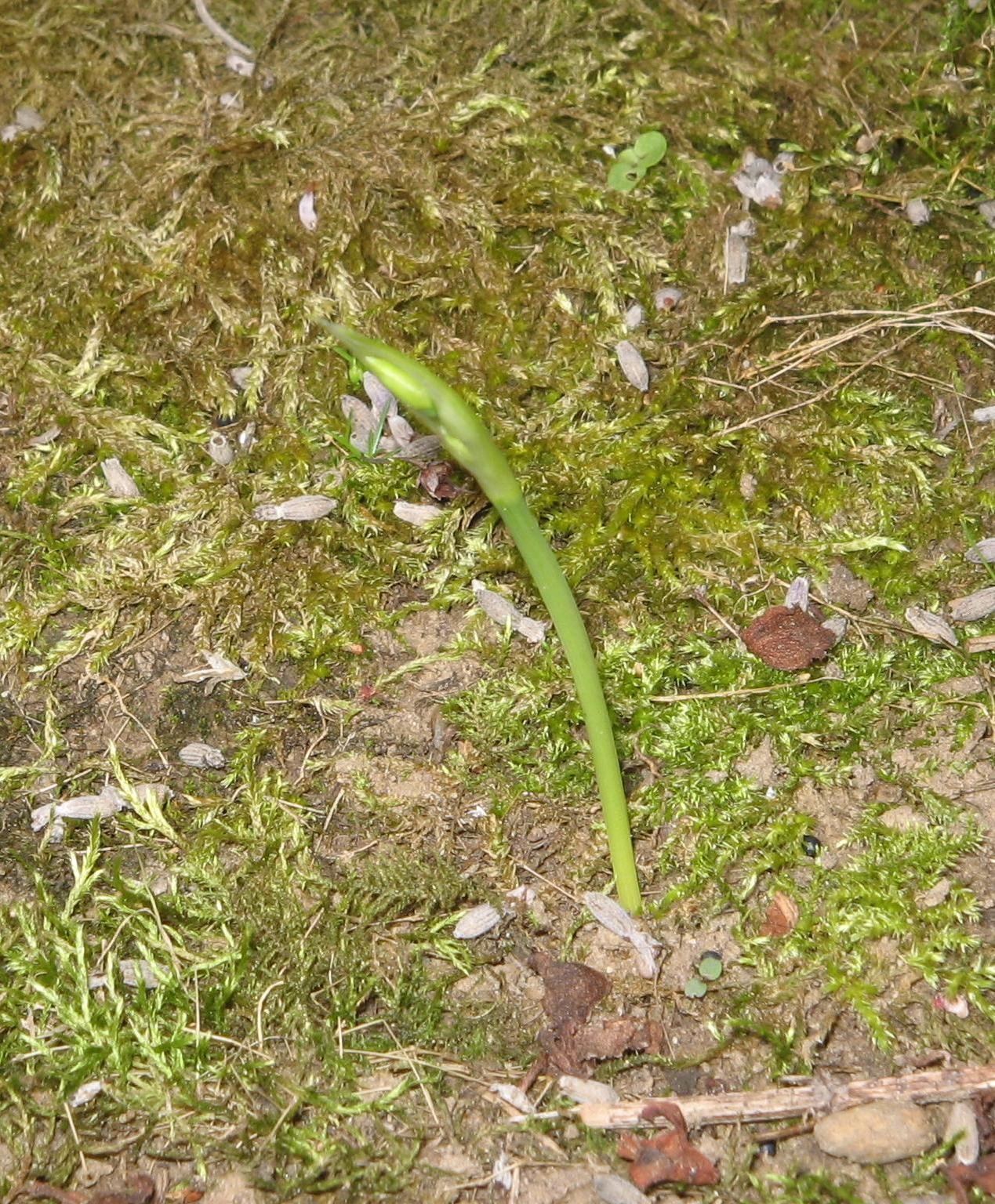
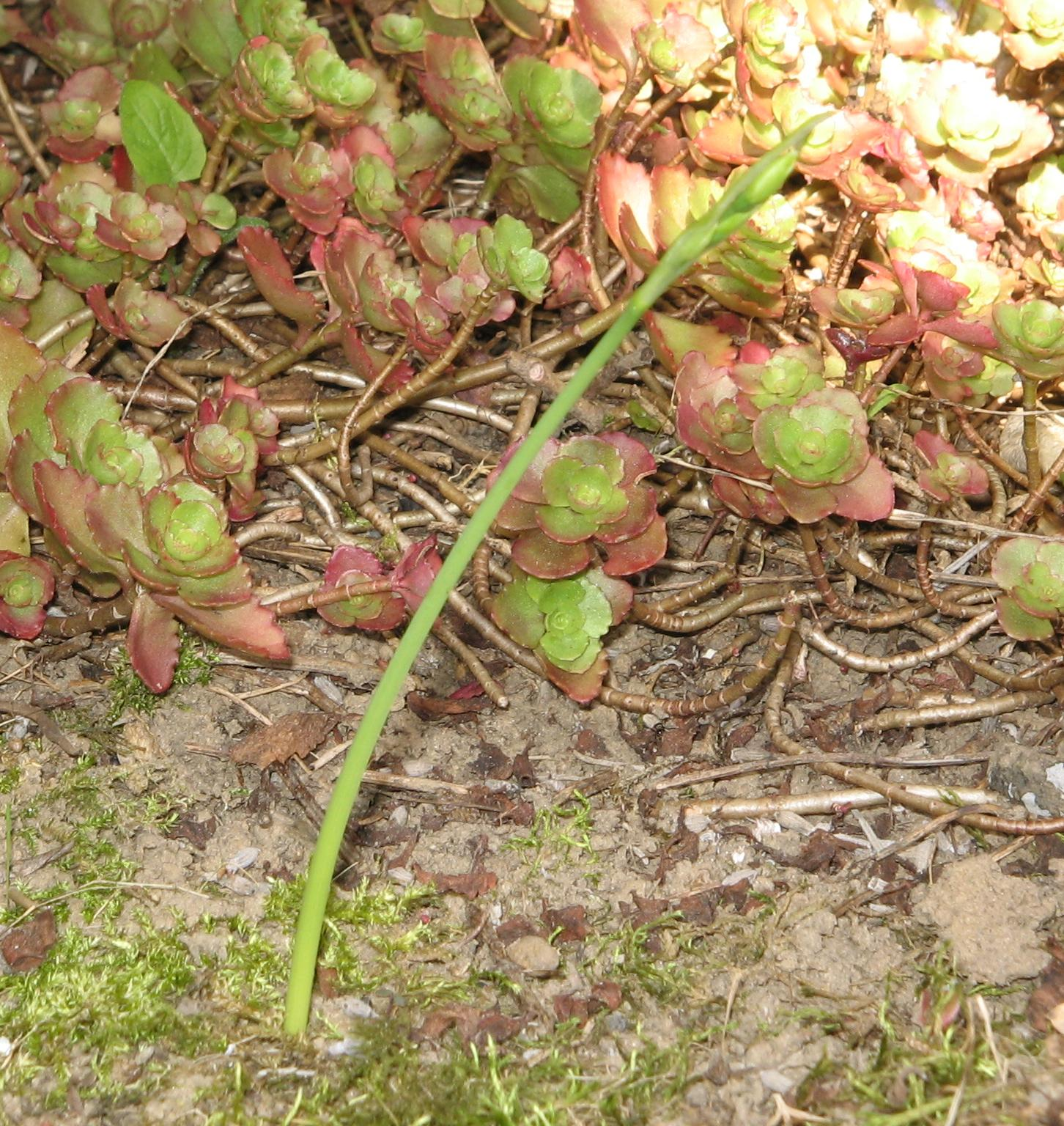
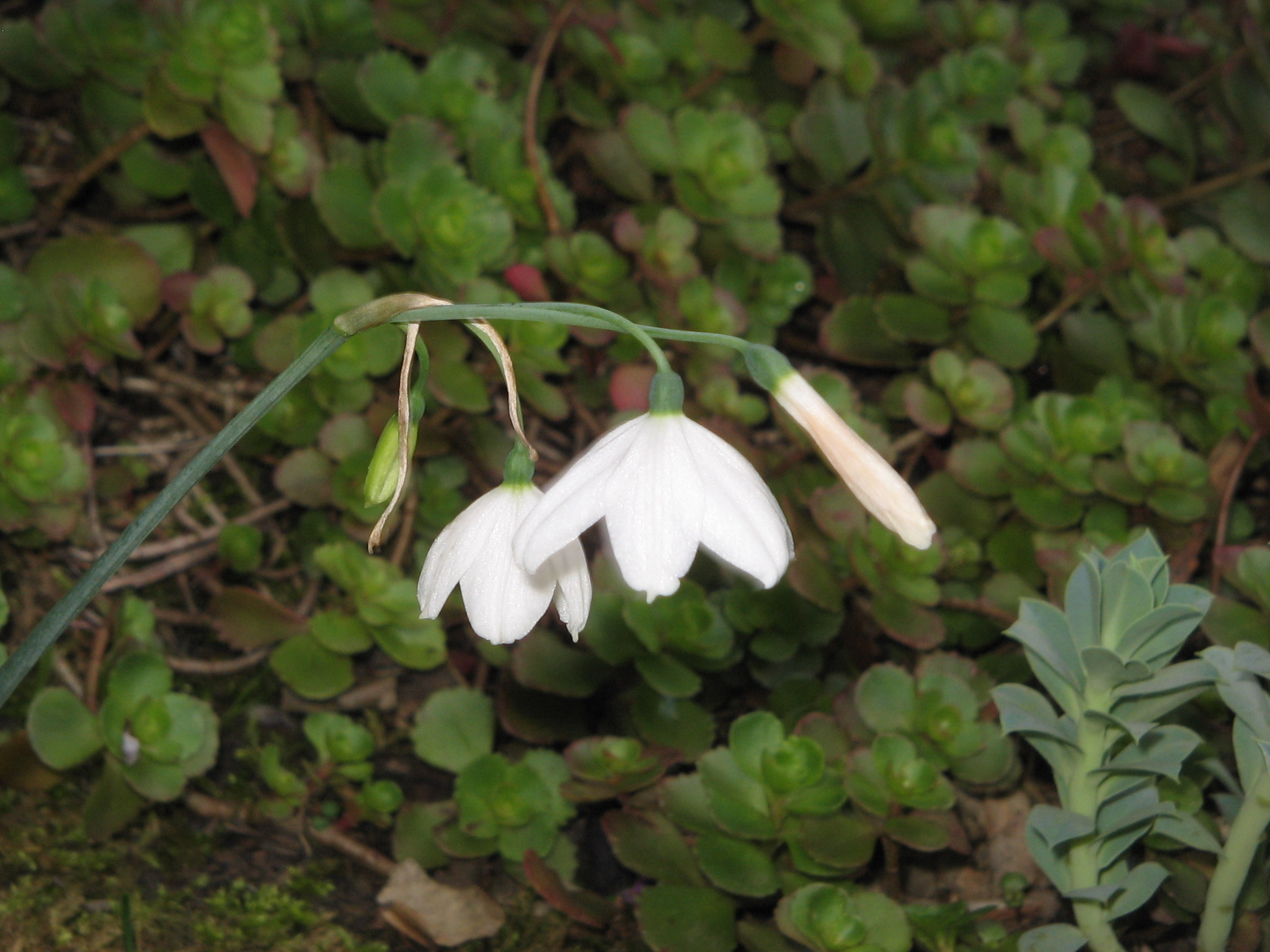